# Khoikhoi

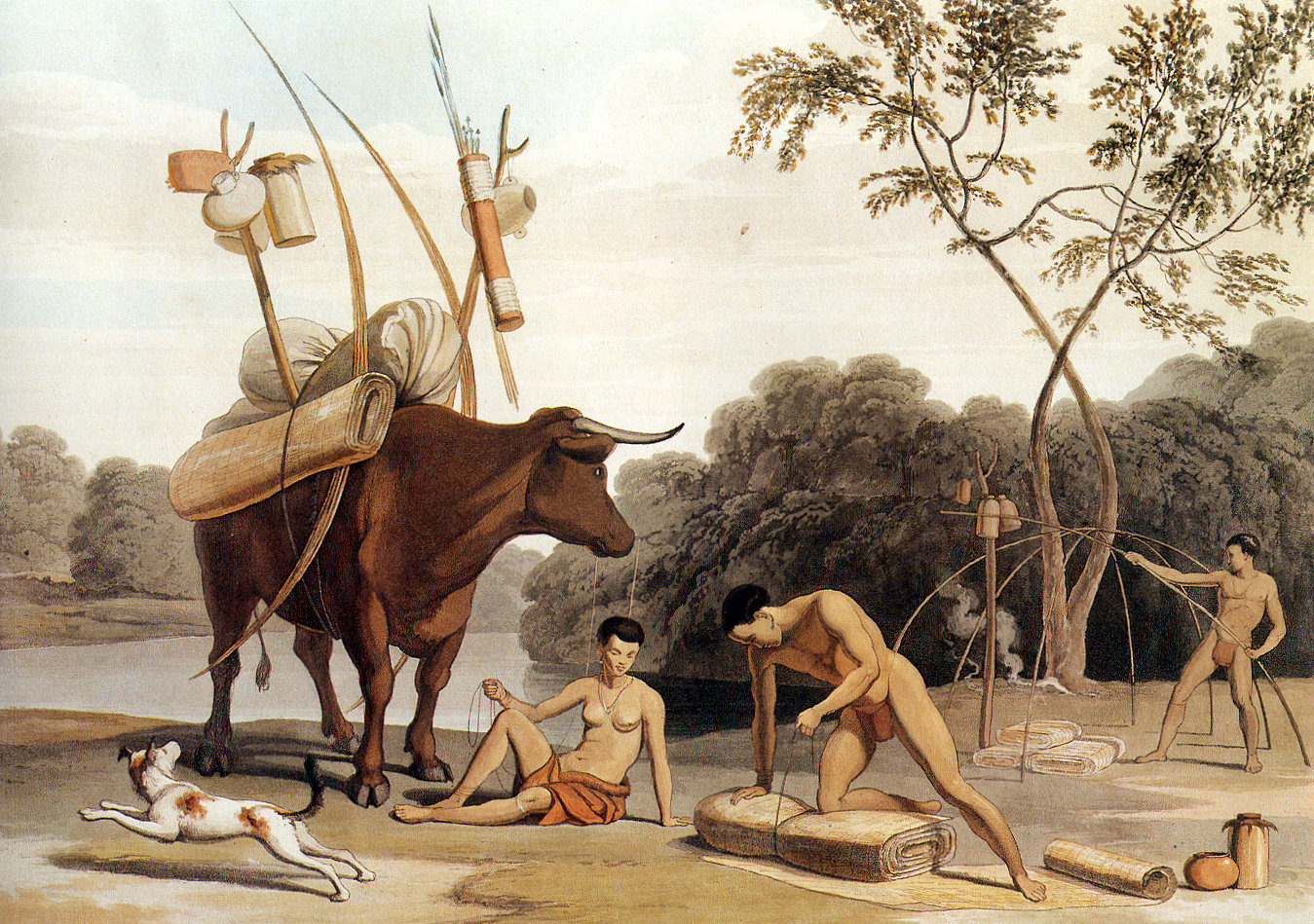
Người Khoikhoi chuẩn bị di dời lều trại

Khoikhoi ("người người" hay "người thực sự") hoặc Khoi, viết là Khoekhoe trong văn phong tiếng Khoekhoe/Nama chuẩn, là một nhóm người bản địa miền tây nam châu Phi. Không như những người San chuyên săn bắt-hái lượm lân cận, người Khoikhoi có truyền thống mục súc. 
Khi người châu Âu đến thực dân hóa nơi người Khoikhoi sống từ sau năm 1652, người Khoikhoi đã chăn giữ được những đàn bò Nguni lớn tại vùng Cape. Người Hà Lan gọi họ là Hottentotten, một từ tượng thanh mô phỏng tiếng click trong tiếng Khoekhoe, nhưng nay tên gọi này bị xem là có ý miệt thị.